# Історико-краєзнавчий музей (Сирове)
Історико-краєзнавчий музей історії села Сирове та школи Врадіївської  селищної ради Миколаївської області
Засновано в 1988 р. Наказ № 80 від 25.08.1988 р. по Сирівській середній школі Свідоцтво про відомчу реєстрацію видане управлінням освіти Миколаївської облдержадміністрації.

## Місце знаходження
56310 вул. Центральна, 132/1, село Сирове, Врадіївської ТГ, Первомайського району, Миколаївської області E-mail: sirove_zosh@ukr.net, веб-сайт: http://sirovezosh.ucoz.ua

## Історія

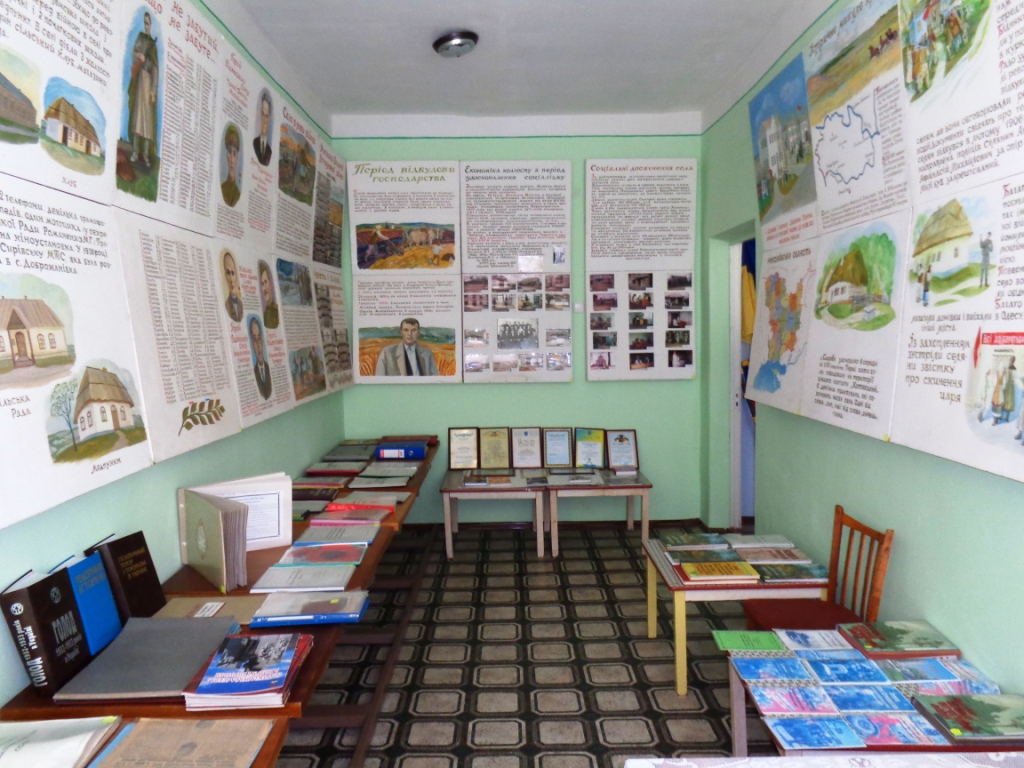
Історико-краєзнавчий музей села Сирове та школи

Ідея написання історії села Сирове, виникла в 1976 році, коли на посаду вчителя історії був призначений молодий спеціаліст Леонід Степанович Бетлій.
На цей час була коротенька стаття в Історії міст і сіл (Миколаївська область). Але в селі були небайдужі люди, які розповідали те, що знали від своїх предків, була вчителька географії, Семенова Галина Михайлівна, учасниця сирівського підпілля, яка мала певні матеріали (курсова робота 50-х років ХХ століття, коли Галина Михайлівна навчалася в Одеському університеті).
Цікавими розповідями поділилася Дубенко Ніна Василівна (тривалий час працювала секретарем сільської ради), Мовчан Ганна (пенсіонерка, працювала завідуючою дитячого садка), Гобжелян І. С.(пенсіонер, вчитель математики), ветерани Другої світової війни, ветерани праці, Герой радянського союзу Бодня Василь Григорович, кавалер 3-х орденів слави Кадров Димид Пантелейович, десітки свідків голодомору 1932—1933 років та багато, багато інших людей.
Краєзнавці записували, звіряли, редагували свідчення, шукали архівні матеріали, статистичні довідки, спогади перших комсомольців, вели листування із воїном, що визволяв село Сирове в березні 1944 року (Сивобородько, уродженець Тернопільської області).
До 1986 року були зібрані описові матеріали, але недостатньо фотодокументів, окремі фото не підлягали реставрації. Правління колгоспу, за ініціативи Кранги І. К. направлено в школу художницю, яка оформляла Будинок культури.
Були зроблені ескізи і Олена Миколаївна, створила експозицію, яка оновлювалася. В 1988 році офіційно відкрито Історико-краєзнавчий музей історії села Сирове та школи. Враховуючи невелику площу музею, ми відмовилися від предметних експонатів (верстат, прядка, гончарний посуд та інші речі побуту).
Наше головне завдання — показати, що історію творять люди, історичні процеси, що проходили в країні не оминули село, переконати покоління, що людина живе вічно, в пам'яті, якою вона чинила добрі справи.
На сьогоднішній день ми продовжуємо дослідження. В цьому році побачать світ наше дослідження присвячене селу Болгарка (яке практично перестало існувати, створене в 1915 році), але внесло багато цікавого в історію Сирівської громади.
Свої матеріали викладаємо на веб-сайті гімназії. Краєзнавчі матеріали вивчають, знайомляться сотні, тисячі жителів громади, висловлюють вдячність краєзнавцям. Це нас надихає на продовження досліджень, участь в краєзнавчих заходах.

## Керівник музею
Леонід Степанович БЕТЛІЙ

## Експозиції
| 1.  | Географічне положення краю                                 |
| 2.  | Історичне минуле краю                                      |
| 3.  | Село в період імперіалізму (початок ХХ століття)           |
| 4.  | Учасники боротьби за новий порядок                         |
| 5.  | Перемога диктатури на селі                                 |
| 6.  | Молодь села в боротьбі за нове життя                       |
| 7.  | Село напередодні війни (30-ті роки)                        |
| 8.  | Ніхто не забутий, ніщо не забуте                           |
| 9.  | Наші односельчани — Герої Радянського Союзу                |
| 10. | Село в роки війни (діяльність підпільників)                |
| 11. | Учасники Другої світової війни                             |
| 12. | Період відбудови господарства                              |
| 13. | Економіка колгоспу в період кризи                          |
| 14. | Соціальні досягнення села (70-90-і роки ХХ ст.)            |
| 15. | Громадське і політичне життя сировлян в Добу Незалежності. |
| 16. | Економіка села Сирове в Добу Незалежності.                 |
| 17. | Соціальний розвиток села в Добу Незалежності.              |
| 18. | Культурне життя сировлян і побут.                          |
| 19. | Історія освіти                                             |
| 20. | Сировляни — захисники України (учасники АТО)               |

## Екскурсії
Історичний нарис «Моє село Сирове»
Історія освіти
Сирове в роки Другої світової війни
Діяльність підпільників на території села Сирове
Вони захищали село Сирове 6 серпня 1941 року
Вони продовжили славу батьків (сировляни-афганці)
Сировляни-захисники України (учасники АТО)
Сировляни-учасники Першої світової війни 1914—1918 роки
Історія села 1991—2001 роки
Уславлені працею
Село пам'ятає (геноцид і терор на території села Сирове 30-ті роки ХХ століття)
Громадсько-політичне життя села Сирове в Добу Незалежності

## Покликання
Сайт Сирівської гімназії — Музей
Сирівська гімназія Врадіївської селищної ради